# Goede tijden, slechte tijden (seizoen 31)
Het eenendertigste seizoen van Goede tijden, slechte tijden startte op 31 augustus 2020. RTL 4 zond het programma deze keer uit van maandag tot en met donderdag. De cliffhanger was aangepast vanwege de moordaanslag op misdaadverslaggever Peter R. de Vries.

## Rolverdeling

### Aanvang
Het eenendertigste seizoen telt 180 afleveringen (aflevering 6256-6435).
| Acteur                | Personage          | Afleveringen                        |
| --------------------- | ------------------ | ----------------------------------- |
| Jette van der Meij    | Laura Selmhorst    | Hele seizoen                        |
| Caroline De Bruijn    | Janine Elschot     | Hele seizoen                        |
| Erik de Vogel         | Ludo Sanders       | 6256–6270 • 6275 • 6309–6435        |
| Everon Jackson Hooi   | Bing Mauricius     | 6256–6430                           |
| Marly van der Velden  | Nina Sanders       | 6256–6430                           |
| Joep Sertons          | Anton Bouwhuis     | 6256–6407 • 6415 • 6427–6435        |
| Babette van Veen      | Linda Dekker       | 6256–6407 • 6415 • 6419 • 6427–6435 |
| Ferri Somogyi         | Rik de Jong        | Hele seizoen                        |
| Ferry Doedens         | Lucas Sanders      | 6263–6365                           |
| Alkan Çöklü           | Amir Nazar         | 6256–6299 • 6354                    |
| Dorian Bindels        | Daan Stern         | Hele seizoen                        |
| Stephanie van Eer     | JoJo Abrams        | Hele seizoen                        |
| Bertrie Wierenga      | Shanti Vening      | Hele seizoen                        |
| Vincent Visser        | Valentijn Sanders  | 6256–6273 • 6369                    |
| Cecilia Adorée        | Tiffy Koster       | 6256–6365                           |
| Cas Jansen            | Julian Verduyn     | Hele seizoen                        |
| Tamara Brinkman       | Saskia Verduyn     | Hele seizoen                        |
| Sophie Bouquet        | Merel Verduyn      | Hele seizoen                        |
| Tommy van Lent        | Steef Verduyn      | Hele seizoen                        |
| Noa Zwan              | Demi Verduyn       | Hele seizoen                        |
| Johnny Kraaijkamp jr. | Henk Visser        | Hele seizoen                        |
| Edwin Jonker          | Richard van Nooten | Hele seizoen                        |
| Hamza Othman          | Ilyas El Amrani    | Hele seizoen                        |

### Nieuwe rollen
De rollen die in de loop van het seizoen werden ge(re)ïntroduceerd als belangrijke personages
| Acteur              | Personage        | Afleveringen |
| ------------------- | ---------------- | ------------ |
| Hassan Slaby        | Marwan El Amrani | 6268–6435    |
| Lone van Roosendaal | Billy de Palma   | 6301–6435    |

### Bijrollen
| Acteur                 | Personage                    | Afleveringen                                    |
| ---------------------- | ---------------------------- | ----------------------------------------------- |
| Luca Savazzi           | Leon Rinaldi                 | Hele seizoen                                    |
| Bo Maerten             | Amelie Hendrix               | 6256–6337                                       |
| Verschillende kinderen | Nola Sanders                 | 6256–6430                                       |
| Verschillende kinderen | Manu Mauricius               | 6256–6430                                       |
| Verschillende kinderen | Louise Stern                 | Hele seizoen                                    |
| Verschillende kinderen | Wolf Sanders                 | 6256-6365                                       |
| Bart Peereboom         | Marcel Boeve                 | Hele seizoen                                    |
| Dennis Honhoff         | Barry Lansink                | Hele seizoen                                    |
| Celia van den Boogert  | Lydia Edel                   | Hele seizoen                                    |
| Loïs Beekhuizen        | Milou Mensink                | 6256–6276                                       |
| Bram van Oers          | Beekman                      | 6259–6297                                       |
| Christine van Stralen  | Judith Schoof                | 6261–6327                                       |
| Nikkie de Jager        | Zichzelf                     | 6262                                            |
| Racquel van Gom        | Tanja Klooster               | 6269                                            |
| Michael de Roos        | Alex de Boer                 | 6271-6276 • 6306 • 6322-6327 • 6358-6379 • 6406 |
| Sem Ben Yakar          | Bas Nieuwenhuizen            | 6274–6314                                       |
| Wilbert Gieske         | Robert Alberts               | 6275                                            |
| Julien Croiset         | Advocaat Thomas              | 6276–6309                                       |
| Hans Thissen           | Huib van Rooy                | 6278                                            |
| Hakim Traïdia          | Sami El Amrani               | 6282–6302 • 6316–6359                           |
| Paula Udondek          | Janneke de Gooy              | 6286–6293                                       |
| Joey Schalker          | Revalidatiearts Rogier       | 6299                                            |
| Bas Muijs              | Stefano Sanders              | 6305-6310                                       |
| Robin Martens          | Rikki de Jong                | 6308–6309                                       |
| Jeannine La Rose       | Therapeut groepssessie       | 6322 • 6386 • 6394 • 6401                       |
| Maaike Widdershoven    | Arts abortuskliniek          | 6333                                            |
| Rein Kolpa             | Henri Hoefman                | 6339                                            |
| Willemien Dijkstra     | Annabel de Leeuw             | 6344–6345                                       |
| Michiel Blankwaardt    | Joris Jansen                 | 6346–6355                                       |
| Ghislaine Pierie       | Lilian Beuzink/Carla Beusink | 6352 • 6357 • 6369 • 6408 • 6424 • 6429-6430    |
| Korneel Evers          | John Leeftink                | 6360 • 6369 • 6402–6403 • 6432-6434             |
| Roos van Erkel         | Marleen Leeftink             | 6360 • 6369 • 6402–6403 • 6432-6434             |
| Caya de Groot          | Josje Been                   | 6362–6411                                       |
| Romy Monteiro          | Indra Kalkhoven              | 6366–6428                                       |
| Mirthe Bron            | Officier van Justitie        | 6369                                            |
| Saskia Schäfer         | Rechter                      | 6369                                            |
| Roberto de Groot       | Advocaat van Valentijn       | 6369                                            |
| Yfke Wegman            | Femke                        | 6373–6374 • 6412-6415                           |
| Stephanie Louwrier     | Ellis Boekhorst              | 6395–6415                                       |
| Franc Veeger           | Inspecteur Groen             | 6404                                            |
| Esther Drenthe         | Rechter                      | 6407                                            |
| Niobe Ayaji            | Fleur                        | 6412–6415                                       |
| Kymora Sade            | Sterre                       | 6412–6415                                       |
| Iris van Kerkhof       | Bibi                         | 6412–6415                                       |
| Shaneequa Thelissen    | Larissa Geerling             | 6412–6420                                       |
| Joanne Telesford       | Alida Kalkhoven              | 6416 • 6419                                     |
| Jeske van de Staak     | Nanda Roemers                | 6418–6435                                       |
| Rachid Larouz          | Hicham El Amrani             | 6429                                            |
| Kiefer Zwart           | Roman van Loon               | 6432–6435                                       |
| Robin van den Akker    | Antoine                      | 6433                                            |